# Gauß-Weber-Telegraf

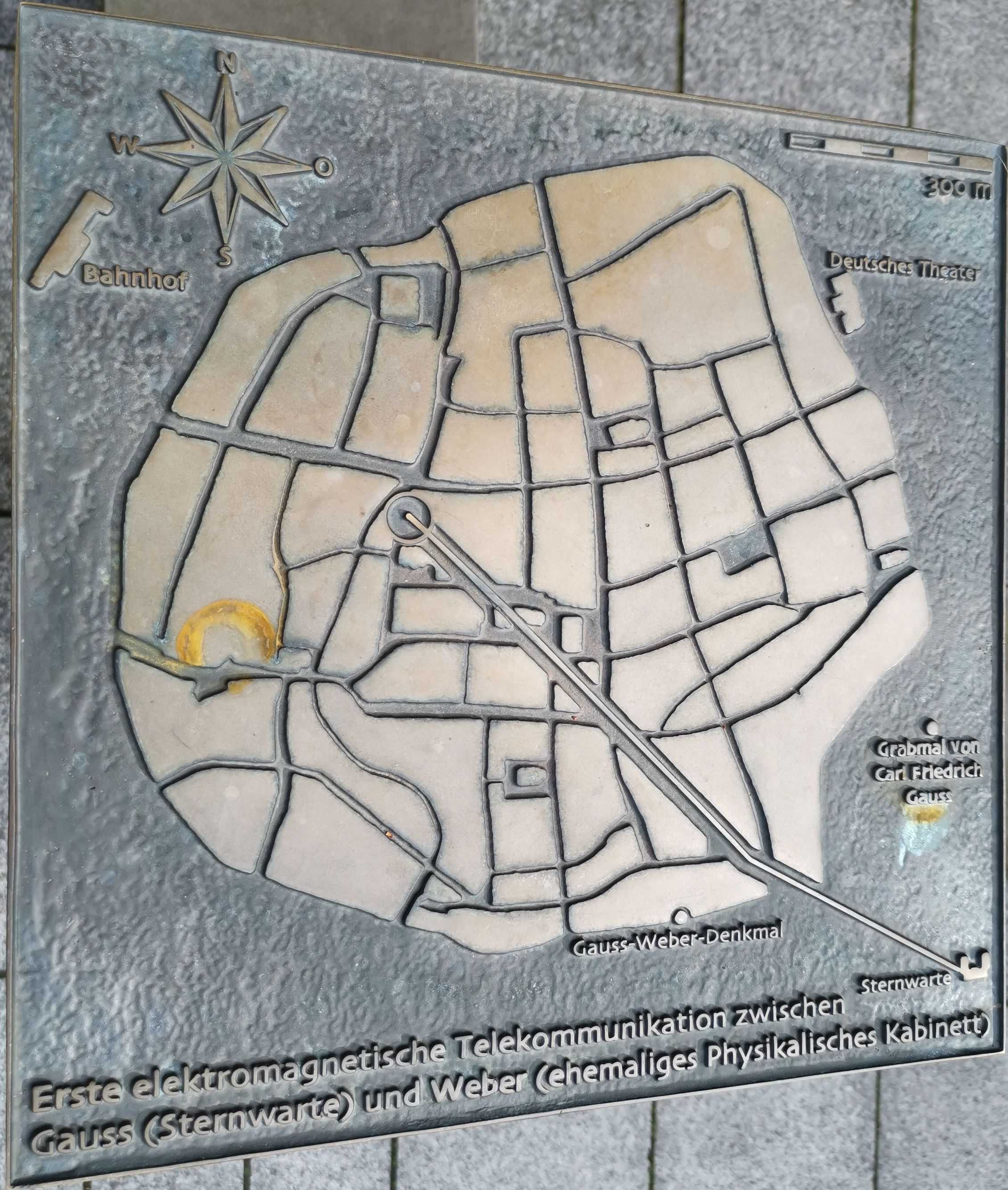
Historischer Stadtplan von Göttingen mit eingezeichnetem Verlauf der Telegrafenlinie (2012)

Der Gauß-Weber-Telegraf war ein im Jahr 1833 von den beiden deutschen Physikern Carl Friedrich Gauß (1777–1855) und Wilhelm Weber (1804–1891) konstruierter elektrischer Telegraf.
Die damit in Göttingen ab 1833 betriebene Nachrichtenübertragungsstrecke war die erste elektromagnetische Telegrafenlinie der Welt. Sie bestand zwölf Jahre lang, bevor sie bei einem Gewitter im Jahr 1845 durch Blitzeinschlag zerstört wurde.

## Hintergrund
In der Geschichte der Menschheit geschah über viele Jahrtausende die Fernübertragung von Nachrichten fast nur durch Überbringung materieller Objekte (Schriftstücke, Briefe) durch Boten oder Kuriere, zuweilen auch zu Pferde bis in die Mitte des 19. Jahrhunderts (siehe auch: Pony-Express) oder über Brieftauben bis weit ins 20. Jahrhundert (siehe auch: Brieftaubendienst). Daneben gab es nur einige primitive Methoden der Telekommunikation, die auf der Akustik (Pfeifen, Fanfaren, Nachrichtentrommeln) oder der Optik (Leuchtfeuer, Rauchsignale, Winkzeichen) basierten.
Gegen Ende des 18. Jahrhunderts wurden letztere zur optischen Telegrafie verfeinert. Auch gab es erste Ansätze zur elektrischen Telegrafie, wie elektrostatische und elektrolytische Versuchsaufbauten.
Grundlegend neue Möglichkeiten zur Telegrafie ergaben sich, nachdem 1820 Christian Ørsted die magnetische Wirkung des elektrischen Stromes und 1831 Michael Faraday die elektromagnetische Induktion entdeckte.
Zu den ersten Wissenschaftlern der Welt, die diese neuen Möglichkeiten untersuchten und anwendeten, gehörten Gauß und Weber. Die beiden Physiker, die sich mit der experimentellen Erforschung des Magnetismus befassten und auch entsprechende Messgeräte wie Magnetometer entwickelten und einsetzten, untersuchten auch die erst zwei Jahre zuvor entdeckte elektromagnetische Induktion. Hierzu verwendeten sie sogenannte „Multiplikatorspulen“, das sind Leiterspulen mit vielen Windungen. Diese hatte Webers Doktorvater, Johann Schweigger (1779–1857), im Jahr 1820 zur Steigerung der Messempfindlichkeit vorgeschlagen. Auch Paul Schilling (1786–1837), der Schweigger von gemeinsamen Experimenten gut kannte, verwendete solche mit Erfolg.
Gauß und Weber benötigten bei ihrer Forschungsarbeit möglichst zeitgleiche Messungen des Erdmagnetfelds sowohl im Physikalischen Kabinett von Weber als auch im gut einen Kilometer davon entfernten Magnetischen Observatorium („Gauß-Haus“) im Garten der Sternwarte Göttingen. Da keine Sichtverbindung bestand, musste täglich ein Bote hin und her geschickt werden, um die Uhren an den beiden Orten präzise zu synchronisieren. Hier versprach eine elektrische Nachrichtenverbindung wesentliche Erleichterung. Wie sich schnell zeigte, war auf diese Weise nicht nur die Synchronisation der Zeit, sondern auch die Übertragung von Nachrichten möglich.

## Der Telegrafenapparat

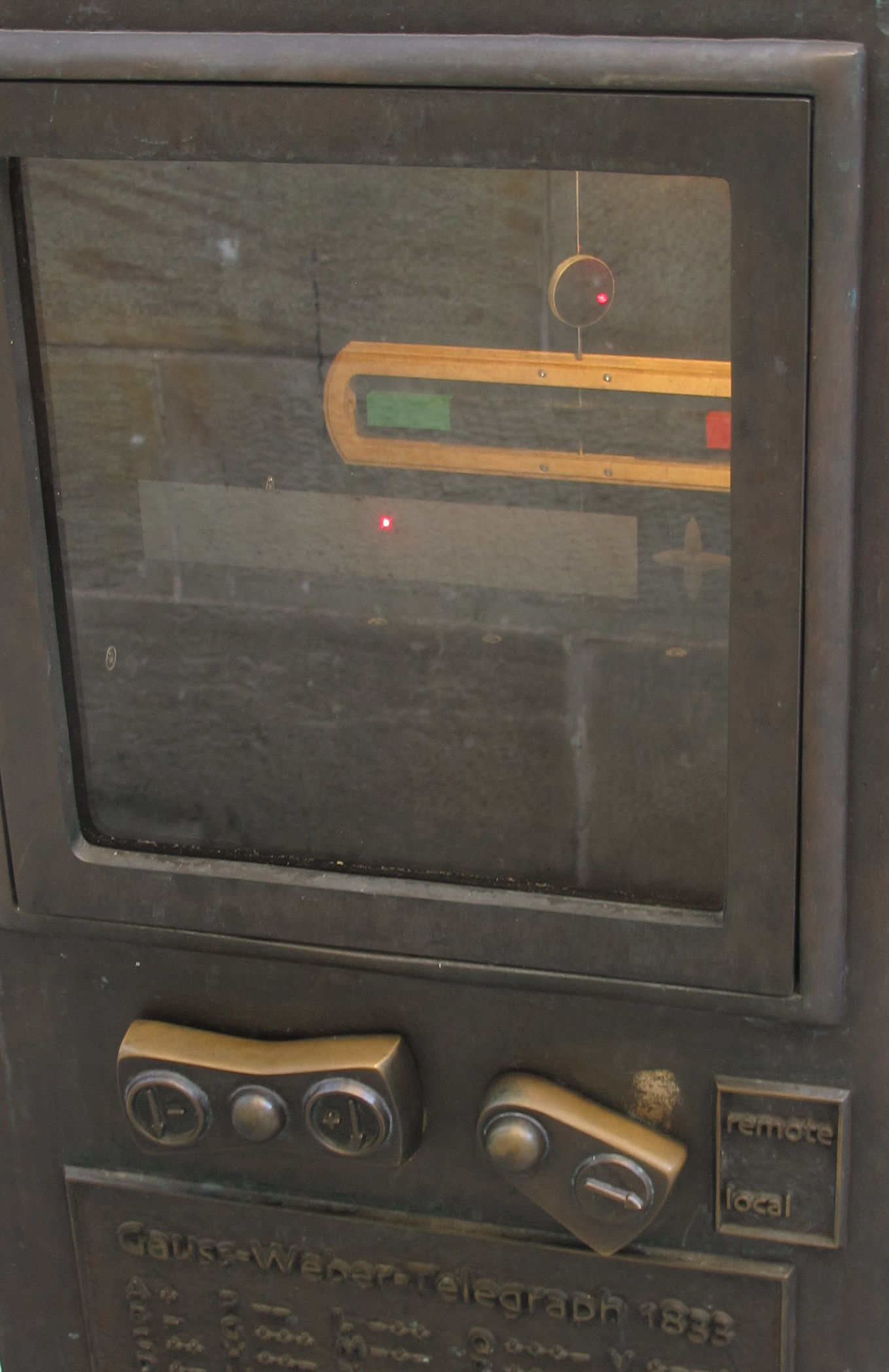
Modernes Anschauungsobjekt des historischen Spiegelgalvanometers (2018)

Wie bei jeder Übertragungsstrecke benötigt man für jede der beiden Richtungen einen Sender und einen Empfänger (siehe auch: Zeichnung „Weber und Gauß beim Telegrafieren“ unter Weblinks).

### Sender
Der Generator (Quelle) bestand aus einem Permanentmagneten, der innerhalb einer Spule von Hand bewegt wurde. Aufgrund elektromagnetischer Induktion entsteht elektrischer Strom. 

### Empfänger
Als Indikator (Empfänger) nutzte man die Frühform eines Spiegelgalvanometers, einen in einem Holzrahmen befestigten Stabmagneten mit Spule, dessen Bewegung über einen Spiegel durch ein Fernrohr beobachtet wurde.

## Gauß-Weber-Code
Je nach Ablenkung des Magneten in die eine („+“) oder die andere Richtung („-“) entsprach jeder Stromimpuls einer anderen Information (in moderner Sprache: einem Bit). Gauß und Weber vereinbarten ein „Telegraphenalphabet“, das auf dem Binärcode basierte, und ordneten den Buchstaben des lateinischen Alphabets unterschiedliche Zeichenfolgen (Bitfolgen) zu. Aus dem Nachlass von Gauß ist ein originales Dokument erhalten. Darin finden sich zwei Varianten des Codes:

### Erste Form
```
+++++ ++++- +++-+ +++-- ++-++ ++-+- ++--+ ++---
    a     b     c     d     e     f     g     h

+-+++ +-++- +-+-+ +-+-- +--++ +--+- +---+ +----
    i     k     l     m     n     o     p     q

-++++ -+++- -++-+ -++-- -+-++ -+-+- -+--+ -+---
    r     s     t     u     v     w     x     y

--+++ --++- --+-+ --+--
    z     .     ?     /
```

Wie man sieht, nutzt dieser Code einheitlich fünf Bit. Außer den (25) Buchstaben gibt es bereits auch drei Satzzeichen.

### Zweite Form
Kurz darauf entschieden sie sich für einen vereinfachten Code:
```
+ - ++ +- -+ -- +++ ++- +-+ +-- -++ -+- --+ ---
a b  c  d  e  f   g   h i/j   k   l   m   n   o

++++ +++- ++-+ ++-- +-++ +-+- +--+ +--- -+++ -++- -+-+
   p    q    r    s    t    u    v    w    x    y    z
```

Dieser ist heute als der Gauß-Weber-Code bekannt. Zuweilen ist er als Zuschauerspektakel am Göttinger Nachthimmel zu sehen. Dabei werden Nachrichten in diesem Code als Folge von kurzen und langen Laserimpulsen dargestellt.

## Die Telegrafenlinie

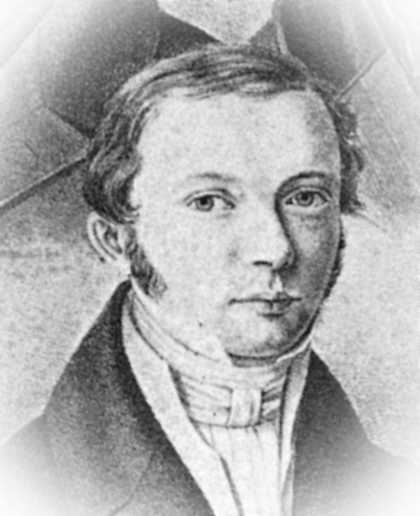

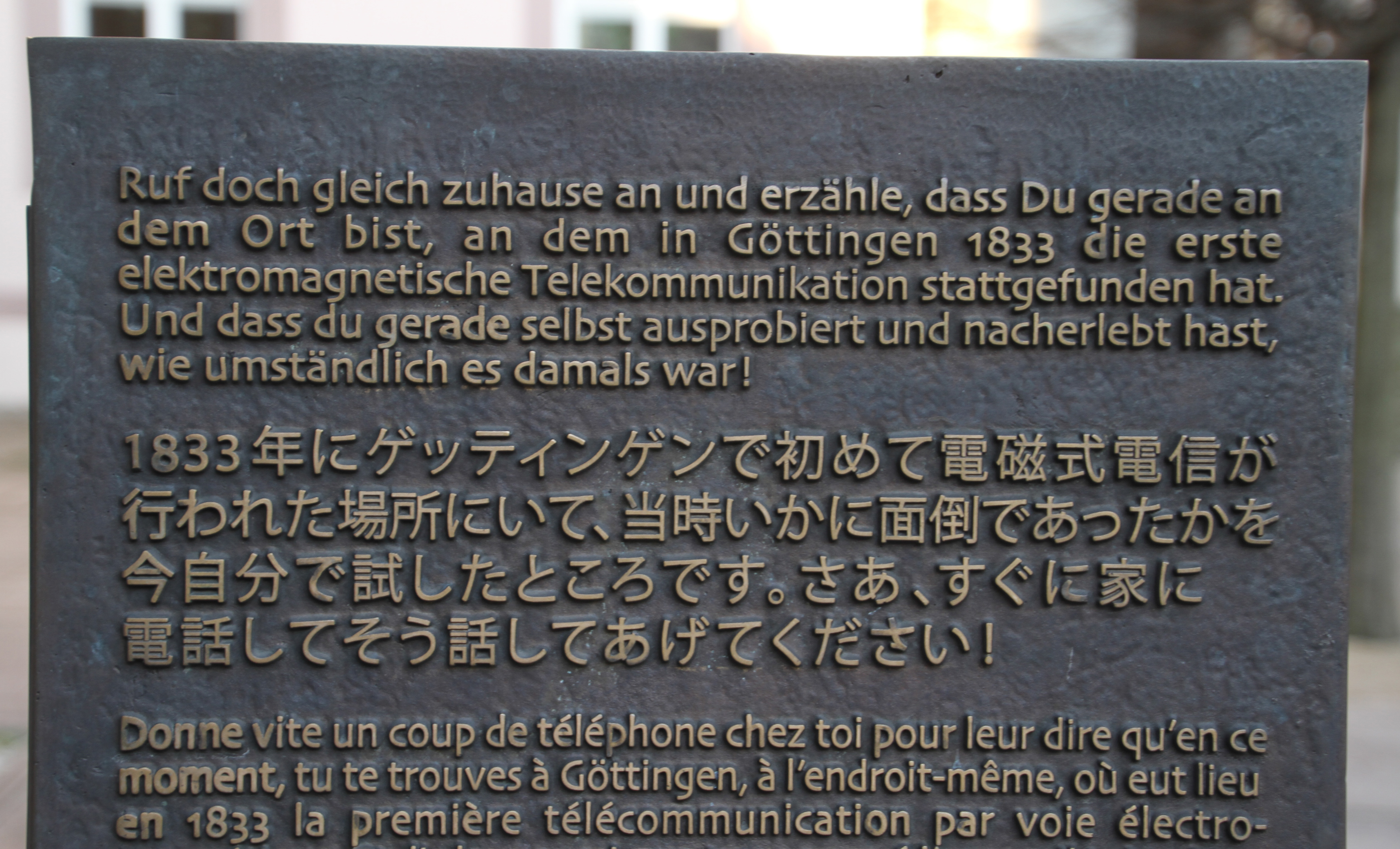
Gedenkplakette am historischen Ort (2016)

Zur Verbindung der beiden Telegrafenstationen, die eine in Webers Physikalischem Kabinett (Weber) nahe der Stadtmitte, die andere in der Sternwarte (Gauß), damals außerhalb Göttingens liegend weit im Südosten, war es nötig, diese beiden Orte mithilfe einer elektrischen Leitung zu verbinden. Gauß prägte für diese den Begriff „Galvanische Kette“ (siehe auch: Galvanische Kopplung). Man entschied sich zunächst für zwei nebeneinander geführte unisolierte Drähte aus Kupfer. Anfang 1833 war Gauß 55 Jahre alt und Weber erst 28. Somit fiel es dem bedeutend Jüngeren zu, die Leitungen über die Dächer der Stadt und entlang der Türme zu verlegen, was er mit großem Eifer und Kletterkünsten auch selbst erledigte.
Gauß schrieb hierzu am 13. Juni 1833 an Alexander von Humboldt (1769–1859):

„Eine Drahtverbindung zwischen der Sternwarte und dem Physikalischen Cabinet ist eingerichtet; ganze Drahtlänge circa 5000 Fuß. Unser Weber hat das Verdienst, diese Drähte gezogen zu haben (über den Johannisthurm und Accouchirhaus) ganz allein. Fast unzählige Male sind die Drähte, wenn sie schon ganz oder zum Theil fertig waren, wieder zerrissen (durch Muthwillen oder Zufall). Endlich ist seit einigen Tagen, wie es scheint, die Verbindung sicher hergestellt; statt des frühern feinen Kupferdrahts ist etwas starker Eisendraht (gefirnisst) angewandt.“

Die genannten „5000 Fuß“ entsprechen 1460 m, wenn man den Fuß zu 292,1 mm annimmt, wie er damals im Königreich Hannover verwendet wurde, zu dem Göttingen ab 1823 gehörte. Die direkte Entfernung (Luftlinie) der beiden Stationen beträgt etwa 1000 m. Da ein direktes Ziehen der Drähte jedoch nicht möglich war, ergab sich die entsprechend größere Länge der Leitung.

## „Wissen vor Meinen“
Die möglicherweise erste Nachricht, die übertragen wurde, war:
```
+--- +-+ ++-- ++-- -+ --+ +--+
   W   I    S    S  E   N    V
```

```
--- ++-+ -+- -+ +-+ --+ -+ --+
  O    R   M  E   I   N  E   N
```

```
++-- -+ +-+ --+ +--+ --- ++-+
   S  E   I   N    V   O    R
```

```
++-- ++ ++- -+ +-+ --+ -+ --+
   S  C   H  E   I   N  E   N
```

Zumindest findet sich diese in den Unterlagen unmittelbar nach der Definition der beiden Codes. In den Notizen von Gauß kann man weiter lesen: „30 Buchstaben 4½ Minuten“. Das entspricht einer Übertragungsrate von knapp 7 Buchstaben pro Minute (BpM). Dabei benötigte ein einzelner Buchstabe (je nach Codelänge) zwischen 1 s und 4 s. Die Pause zwischen den Buchstaben, auch zwischen den Wörtern, wurde einheitlich zu 5 s gewählt und war damit deutlich wahrzunehmen. Etwas später gelang es durch Optimierung der Dämpfung des Galvanometers, die Rate auf etwa 9 BpM zu steigern.

## „Michelmann kömmt“
Überliefert ist die folgende anekdotische Erzählung: Kurz nach Ostern 1833 machte sich der Institutsdiener namens Michelmann weisungsgemäß auf den Fußweg vom Kabinett zur Sternwarte. Weber hatte ihn gebeten, Gauß einen ganz bestimmten Satz mündlich zu überbringen. Zeitgleich sendete Weber über die Apparatur an Gauß die Nachricht: „Michelmann kömmt“ (Göttinger Platt). Gauß las diese Botschaft gerade mithilfe seines Fernrohrs vom Strommesser ab und notierte die einzelnen Buchstaben auf ein Stück Papier, als Michelmann den Raum betrat und genau dies sagte. Gauß war begeistert über dieses gelungene Experiment.
Vermutlich ist dies jedoch nur eine Legende, denn man weiß, dass der Name des tatsächlichen „Aufwärters“ (Institutsdieners) im Physikalischen Kabinett Christian Gottlieb Lentzner lautete, der dort von 1832 bis zu seinem Tod 1839 arbeitete. Wilhelm Samuel Michelmann (1812–1892) wurde erst im April 1848 angestellt.

## Das Ende
Die Göttinger Telegrafenlinie bestand zwölf Jahre lang von 1833 bis 1845. Sie wurde im Laufe der Zeit modifiziert, repariert und verbessert. Aufgrund sich ändernder politischer Umstände im Königreich Hannover und an der Uni Göttingen war sie nicht ununterbrochen in Betrieb. Die 1833 eingeführte liberale Verfassung im Königreich wurde 1837 durch Ernst August I. aufgehoben. Dagegen gab es Proteste, insbesondere durch sieben Göttinger Professoren, die „Göttinger Sieben“, zu denen auch Weber gehörte. Sie wurden deshalb entlassen. Drei von ihnen wurden sogar des Landes verwiesen. Weber verlor sein Amt am 14. Dezember 1837, durfte zwar in Göttingen bleiben, aber lebte nun dort als Privatgelehrter oder befand sich auf längeren Reisen. Erst nach der Märzrevolution von 1848 konnte er ehrenvoll auf seine alte Stellung zurückkehren.
Die Telegrafenlinie existierte zu diesem Zeitpunkt nicht mehr. Sie war bei einem Gewitter im Jahr 1845 durch Blitzeinschlag zerstört worden. Gauß hatte am 22. Dezember 1845 darüber in einem Brief berichtet:

„Der auf den Johannisturm aufgefallene sehr starke Blitzschlag hat sich wahrscheinlich ganz auf diese Drähte verteilt, sie alle zerstört, in teils größere, teils kleinere Stücke zerlegt, Stücke von vier bis fünf Zoll Länge und zahllose Kügelchen wie Mohnkörner, die alle einen prachtvollen Feuerregen gebildet haben. […] Schaden ist gar nicht geschehen, außer dass einer Dame von herabfallenden glühenden Drahtstücken ein paar Löcher durch den Hut gebrannt sind, aber sehr wahrscheinlich haben die Drähte den Turm geschützt, der gar keine Ableitung darbietet, und, entzündet, bei dem heftigen Sturm vielleicht Bibliothek und Stadt in große Gefahr gebracht haben würde.“

## Nachwirkung

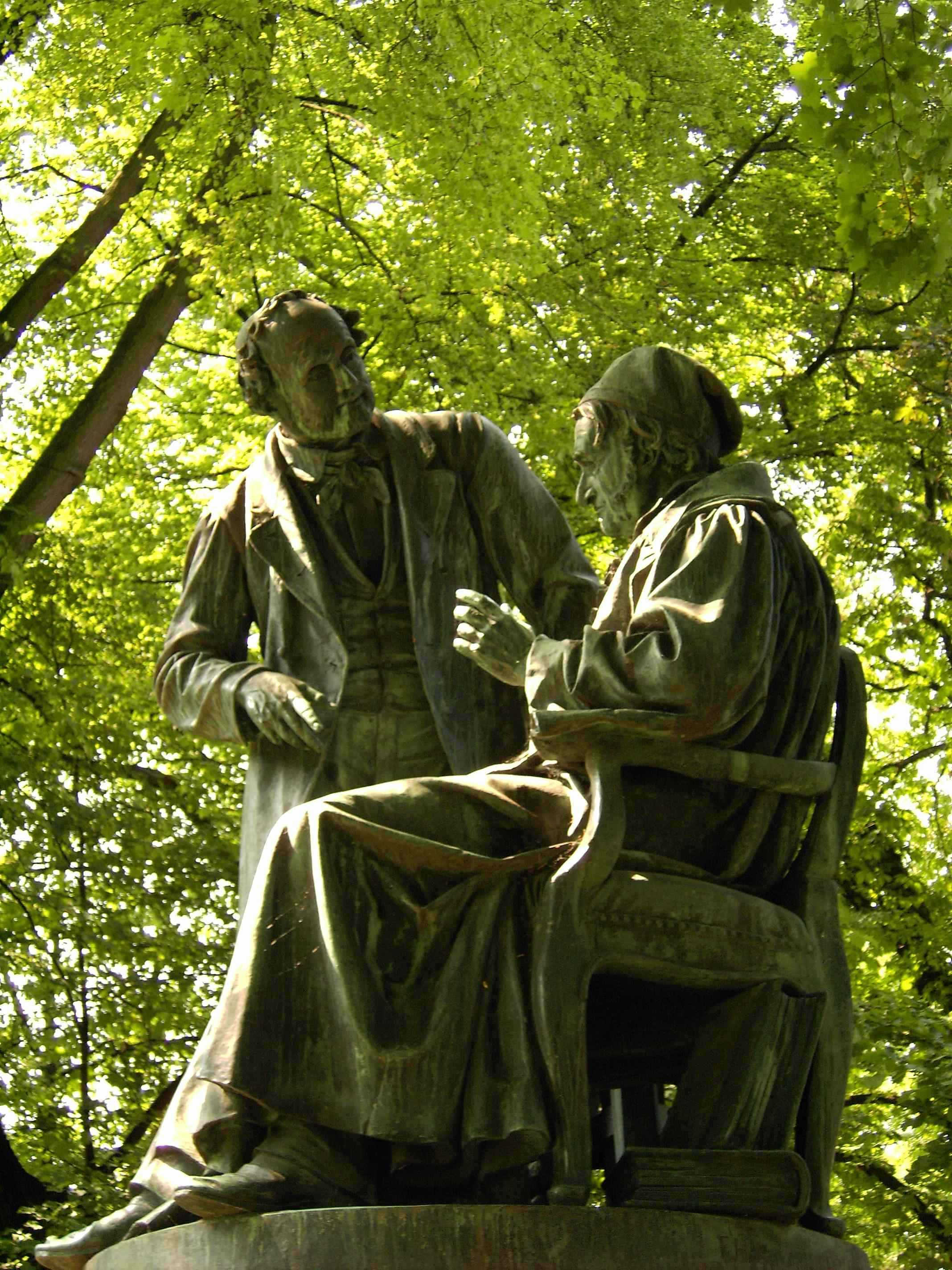
Denkmal für Weber (stehend) und Gauß in Göttingen

Der Gauß-Weber-Telegraf diente als Vorbild für den zweiten elektromagnetischen Telegrafen, den Carl August von Steinheil im Jahr 1837 in München baute. Er entwickelte dazu auch einen eigenen Code, die Steinheilschrift, bei der mit zwei Stiften, die jeweils nur auf Ströme einer Richtung ansprachen, auf einem Papierstreifen in zwei Zeilen diese positiven und negativen Impulse als Punkte aufgezeichnet wurden. Obwohl er damit über eine große Distanz Nachrichten übertragen konnte, erregte das Gerät nur akademisches Interesse.
Der Gauß-Weber-Telegraf kann auch als Vorläufer des Morseapparats von 1840 aufgefasst werden. Und der von Gauß und Weber ersonnene Telegrafencode sowohl als Vorläufer des Morsecodes und dessen Vorform, des Amerikanischen Morsecodes, als auch des Baudot-Codes gesehen werden. Wie letzterer verwendete auch ihr Code (erste Form) bereits fünf Bit zur digitalen Übertragung von Zeichen. Gauß und Weber können somit auch als Erfinder des ersten 5‑Bit‑Telegrafencodes der Welt angesehen werden.